# Au galop
Pour plus de détails, voir Fiche technique et Distribution.
Au galop est un film français écrit et réalisé par Louis-Do de Lencquesaing, sorti en 2012.

## Synopsis
Ada avait construit sa vie, elle en était contente, en tout cas elle croyait l'être.

Et Paul est arrivé, et la vie d'Ada s'accélère...

## Fiche technique
- Titre : Au galop
- Réalisation : Louis-Do de Lencquesaing
- Scénario : Louis-Do de Lencquesaing
- Montage : Marion Monnier
- Musique : Emmanuel Deruty
- Photographie : Jean-René Duveau
- Montage : Marion Monnier
- Décors : Antoine Platteau
- Production : Gaëlle Bayssière et Didier Creste
- Société de production : Everybody on Deck, Canal+, CNC, Hérodiade, Soficinéma 8
- Société de distribution : Pyramide Distribution, CDI Films
- Budget : 1,75M€
- Pays d'origine :  France
- Langue originale : français
- Genre : comédie dramatique
- Durée : 93 minutes
- Dates de sortie en salles[1] :
  - France : 17 octobre 2012

## Distribution
- Louis-Do de Lencquesaing : Paul
- Valentina Cervi : Ada
- Alice de Lencquesaing : Camille, la fille de Paul
- Marthe Keller : Mina, la mère de Paul
- Xavier Beauvois : François, le frère de Paul
- Ralph Amoussou : Louis, le petit ami de Camille
- Laurent Capelluto : Christian, le compagnon d'Ada
- Denis Podalydès : l'éditeur
- Emola Romo-Renoir : Zoé, la fille d'Ada et de Christian, 4 ans
- Bernard Verley : « BonP », le père de Paul
- André Marcon : le conseiller financier
- George Aguilar : le taxi
- Jeanne La Fonta : la chanteuse, ex de Louis
- Odil Gerfaut : Le kiné
- Emeline Bayart : La dame de l'agence
- Laurentine Milebo : Infirmière Louis
- Bernadette Le Saché : La pharmacienne
- Léonie Rapp : Petite fille François
- Adèle Vernet : Grande fille François
- Léonard de Lencquesaing : l'enfant au cheval
- Caroline de Salaberry : collègue Ada
- Gaëlle Bayssière : femme fête Ada
- Yves Ulmann : homme fête Ada
- Toma Baquéni : manutentionnaire du dépôt de livres
- Stéphane Touitou : entraîneur de Louis
- Irina Vavilova : la gouvernante
- Sandy Whitelaw : homme veillée
- Jacques Lauriac : homme salon du livre

## Accueil
Avec 35 865 entrées françaises pour un budget de 1,75M€, le film est un échec commercial (rentabilité de 13 %).

## Distinctions

### Récompense
- Festival Jean Carmet des Seconds Rôles 2012 : Prix du public - Meilleur second rôle féminin pour Alice de Lencquesaing

### Nomination
- Césars 2013 : Nomination au César du meilleur espoir féminin pour Alice de Lencquesaing